# Fiktive bøger i Harry Potter-universet
Bøger i Harry Potter-universet er en række bøger, som kun findes for personerne i Harry Potter-universet og som er beskrevet i de syv bøger af samme navn skrevet af J.K. Rowling. Undtagelsen er Overnaturlige dyr og deres ynglesteder, Quidditch gennem tiderne og Barden Beedles Eventyr som Rowling efterfølgende har skrevet og udgivet i tillæg til Harry Potter-serien.

## Skolebøger
Til hvert semester på Hogwarts skal eleverne indkøbe en række bøger til de forskellige fag. Med optagelsesbrevet til Hogwarts følger listen over bøger, der skal indkøbes til det første år. De resterende år får eleverne tilsendt det kommende års liste med uglepost, som er den normale måde at sende breve på i universet. Bøgerne bliver som oftest købt i boghandlen Steder i Harry Potter-universet#Flourish & Blotts på Diagonalstræde i London.

### Første skoleår
- Standardlektioner i besværgelser, Niveau 1 – af Miranda Goshawk, undervisningsbog til lektioner i Besværgelser med professor Flitwick.
- Magiens Historie – af Bathilda Bagshot, En undervisningsbog der bruges til faget Magiens Historie med professor Binns.
- Magisk teori – af Adalbert Waffling, undervisningsbog til første skoleår.
- Begyndervejledning i forvandlingskunst – af Emeric Switch, bruges til Forvandling ved professor McGonagall.
- Tusind magiske urter og svampe – af Phyllida Spore, bruges til brug i Botanik ved professor Spire.
- Magiske drikke og eliksirer – af Arsenius Jigger, brugesi Eliksirer med professor Snape.
- Overnaturlige dyr og deres ynglesteder – af Newt Scamander, undervisningsbog
- Mørkets kræfter, en vejledning i selvforsvar – af Quentin Trimble, bruges i Forsvar mod Mørkets Kræfter

### Andet skoleår
- Standardlektioner i besværgelser, Niveau 2 – af Miranda Goshawk, undervisningsbog til Besværgelser.
- Vandring med varulve – af Glitterik Smørhår, undervisningsbog til Forsvar mod Mørkets Kræfter med Glitterik Smørhår.
- Tryller med trolde – af Glitterik Smørhår, undervisningsbog til Forsvar med Mørkets Kræfter.
- Gensyn med Genfærd – af Glitterik Smørhår, undervisningsbog til Forsvar mod Mørkets Kræfter.
- Danser med den Hvide Dame – af Glitterik Smørhår, undervisningsbog til Forsvar mod Mørkets Kræfter.
- Et år med Yeti – af Glitterik Smørhår, undervisningsbog til Forsvar mod Mørkets Kræfter.
- Åndernes sus – af Glitterik Smørhår, undervisningsbog til Forsvar mod Mørkets Kræfter.
- Hvileløs blandt vampyrer – af Glitterik Smørhår, undervisningsbog til Forsvar mod Mørkets Kræfter.

### Tredje skoleår
- Afslør fremtiden – af Cassandra Vablatsky, undervisningsbog til Spådom med professor Trelawney.
- Forvandlingens faser og Standardlektioner i besværgelser, niveau tre, en undervisningsbog til Forvandling med professor McGonagall.
- Standardlektioner i besværgelser, Niveau 3 – Miranda Goshawk, en undervisningsbog til brug i Besværgelser med professor Flitwick.
- Den Monstrøse Monsterbog bruges til Magiske Dyrs Pasning og Pleje med Hagrid

### Fjerde skoleår
- Standardlektioner i besværgelser, Niveau 4

### Femte skoleår
- Standardlektioner i besværgelser, Niveau 5
- Drømmen – Sjælens Orakel, af Inigo Imago bruges i Spådom med professor Trelawney
- Forvandling – trin for trin, bruges i Forvandling
- Magisk Forsvarsteori af Wilbert Skræddersjæl bruges til Forsvar mod Mørkets Kræfter med Dolora Nidkjær

### Sjette skoleår
- Avanceret eliksirbrygning – af Romeo Pathos Julkrone

### Syvende skoleår
Standard lektioner i besværgelser (Niveau 7), af Marinda Goshawk

## Andre bøger
Derudover findes en lang række bøger, ikke er direkte pensum på Hogwarts eller som findes i diverse troldmandshjem eller boghandlere.
- Barden Beedles Eventyr
- Basale hekserier for den travle og plagede
- Dagligliv og social adfærd hos de britiske Mugglere
- De tyvende århundredes store troldmænd
- De ældste runer - for begyndere
- Delvis Forsvinding
- Den magiske verdens historiske steder og seværdigheder
- Den moderne magis historie
- Den usynlige usynlighedsbog
- Det tyvende århundredes største troldmandsbegivenheder
- Dragearter i Storbritannien og Irland
- Drageavl til fornøjelse og indtjening
- Dus med din kost
- Dybets Dystre Dykkere
- Dødsvarsler – hvad kan du gøre, når du ved, at det værste vil ske
- En Gennemgang af Middelalderens Troldmandskunst
- En kritisk gennemgang af magiske uddannelsessteder i Europa
- Festmiddag på under ét minut – det er bare ren magi
- Firnurlige Finter for Frækkerter
- Forbandelser og mod-forbandelser (forheks dine venner og bombarder dine fjender med de sidste nye hævnakter: Hårtab, gele i knæene, tungebinding og meget meget mere)
- Forskruet Magi for Fandenivoldske Troldkarle
- Forudsig det uforudsigelige: Forholdsregler mod chok og pludselige uheld – når næste sekund truer
- Fra skolevejleder til magthaver
- Fra ægget til uhyret: Vejledning til dragevogtere
- Flyv med kanondrengene
- Fremtryl din egen ost
- Færdigheder i besværgelse
- Født til adelsstand: En troldmandsgenealogi
- Gamle Glemte Hekserier og Koglerier
- Glitterik Smørhårs husråd mod hjemmets pestilenser, af Glitterik Smørhår
- Hippogriffens psyke
- Fæ eller fjende
- Hogwarts historie
- Håndbog i gør-det-selv kostepleje
- Hvor der er Willier er der en vej
- Kanonholdets bedste pletskud
- Kend din kost
- Kendte Quidditchold i Storbritannien og Irland
- Kompensium af Almene Forbandelser og dertilhørende Ophævelser
- Kræfter, du ikke vidste, du havde, og hvad du skal stille op med dem nu, hvor du er blevet klogere
- Magiske Hieroglyffer og Logogrammer
- Magiske mig af Glitterik Smørhår
- Magiske nyskabninger i moderne tid
- Magi til Selvforsvar
- Middelhavets Magiske Vandplanter og Deres Egenskaber";
- Mænd, der elsker drager for meget
- Mørkets kræfters storhedstid og forfald";
- Numerologi og grammatik
- Ny Talmagisk Teori'
- Overnaturligt bagværk
- Overvind Mørkets Kræfter
- Paddehatte-leksikon
- Praktisk Forsvarsmagi og hvordan man bruger det mod Mørkets Kræfter
- Quidditch gennem tiderne
- Quidditchhold i Storbritannien og Irland
- Sortekunst-Sonetterne
- Studier i Hippogriffernes brutalitet
- Superstærke Eliksirer
- Talmagi
- Trylleformularer til ophævelse af kostens bakkebevægelser
- Trylmands Trylleleksikon
- Ulykkesbesværgelser for ulykkesfugle
- Usædvanlige Troldmandsdilemmaer og deres Løsninger
- Vejledning i Avanceret Forvandling
- Vor tids fremtrædende magikere